# Castello di Donna Berta
Il castello di Donna Berta era l'antico castello vescovile di Costabissara, in provincia di Vicenza. Si trovava sul colle di San Zenone (noto anche con il nome di mons castri), all'incirca all'altezza del secondo tornante della strada che porta a Madonna delle Grazie.

## Storia
La costruzione potrebbe risalire ai primi anni del X secolo, a seguito delle famose invasioni degli Ungari e come molti altri castelli del vicentino. Non è mai stata scoperta la ragione per cui sin dall'antichità abbia questo nome. Alcune teorie parlano di un legame con la località "sopra il sasso di Donna Berta", un punto della costa collinare sotto Piazzale della Vittoria a Monte Berico; altre rimandano a Donna Berta di Lotaringia marchesa di Toscana, personaggio italiano di spicco dell'epoca, grazie alla quale sembra si sia costruita di tale fortificazione. Le sole memorie che abbiamo su questo castello sono in due feudi di beni datati 1288 e 1302 e in un'investitura vescovile del 1316.
Pare quindi evidente che all'inizio del Trecento il castello fosse ancora presente e che avesse superato gli assalti ezzeliniani prima e padovani del 1311-1314 poi. Il fatto che non se ne parli durante la Guerra della Lega di Cambrai e alle battaglie del 1513 fa supporre che il castello resistette a lungo durante gli anni dal momento che solo nel 1860 cadde l'ultimo pezzo di muraglia che ne permetteva la visione anche da lontano.

## Descrizione
Le mura sud sono ancora visibili lungo il sentiero che dal tornante porta alla chiesetta di San Zeno. È uno dei due lati più lunghi del rettangolo di mura che delineavano il castello e che misuravano circa 80 metri, contro i 40 dei più corti. L'angolo vicino al tornante reggeva il torrione e lì le mura hanno uno spessore di quasi 3 metri. L'entrata al castello si intravede a metà delle mura Sud. Queste mura sono le ultime tracce che si potevano rinvenire già ad inizio del Novecento, come attesta la testimonianza visiva del Dalla-Cà.